# Rdeči trg

Rdeči trg (rusko Кра́сная пло́щадь, Krasnája plóščad) je najslavnejši mestni trg v Moskvi. Ločuje Moskovski kremelj (kompleks palač, cerkve, muzejev) od zgodovinske četrti, znane kot Китай-город. (Obstaja več različnih hipotez, zakaj se ta četrt tako imenuje. Nekateri viri trdijo, da izhaja iz besede kita, drugi, da se tako imenuje, ker so z bližnjega bastijona visele pletene mreže s kamenjem,  mogoče pa ime izhaja tudi iz besede za lesene količke, ki so bili prepleteni in so bili uporabljeni za zidove. Verjetno pa ime ni povezano z besedo Kitajska/ Китай. V tatarskem jeziku beseda kitay pomeni srednji in je zato tudi možen izvor za Китай-город torej Srednje mesto.)
Rdeči trg je širok 130 metrov, v dolžino pa meri 695 metrov. Velja za osrednji moskovski trg, saj iz njega izvirajo glavne ulice, ki se povezujejo z glavnimi ruskimi avtocestami. 

## Ime
Rdeči trg ni dobil ime po rdečih opekah. Tudi komunizem ni imel nič pri poimenovanju, niti rdeča barva. Trg je svoje ime dobil po besedi краси́вая oz. краси́вый torej lepa / lepo, saj je v nekem obdobju na nekem določenem območju beseda кра́сная pomenila lepa. 

## Zgodovina
Trg je bil skozi zgodovino prostor različnih javnih razglasitev in ceremonij. Občasno so na njem tudi kronali ruske carje. Tudi dandanes se trg uporablja za različne javne prireditve in uradne slovesnosti. Ker trg obstaja že od 15. stoletja se špekulira tudi glede njegovega nastanka, saj nekateri trdijo, da je car Ivan III. Vasiljevič zgradbe porušil zato, da bi zagotovil varnost svoji rezidenci pred požarom. (Zato naj bi se trg imenoval tudi Пожар - požar.) Mogoče je trg nastal tudi zaradi varnosti kremeljskega obzidja pred zavojevalci. Vzhodna stran kremeljskega obzidja, ki leži ob Rdečem trgu, je najbolj ranljiva, saj ni zaščitena z nobeno reko. V 15. stoletju so zato porušili zgradbe zunaj tega dela obzidja in to v obsegu 110 саже́нов (saženov) (234 metrov) ob zidu, da so lahko naredili prostor kamor je bilo možno neovirano streljali. 

## Stavbe okoli Rdečega trga
Ob Rdečem trgu stoji nekaj najbolj znanih moskovskih stavb. To so: veleblagovnica GUM, cerkev Vasilija Blaženega, Državni zgodovinski muzej, Leninov mavzolej in že prej omenjena četrt Китай-город. Ob Rdečem trgu in samo nekaj korakov od njega je nekaj najbolj znanih in čudovitih cerkev (Kazanska cerkev, cerkev sv. Trojice v Nikitniki, cerkev sv. Jurija zmagovalca na Pskovskem griču). Nedaleč stran se nahaja tudi spomenik padlim sovjetskim vojakom med drugo svetovno vojno, kjer je prižgan večni ogenj. Na Rdečem trgu stoji tudi Spomenik državljanu Mininu in knezu Požarskemu, ki sta v začetku 16. stoletja rešila Moskvo.

## Zanimivosti
- Rdeče opeke kremeljskega obzidja so v nekaterih obdobjih dejansko belili.
- Kremeljsko obzidje je najvišje prav na vzhodni strani.
- Kremelj in Rdeča ploščad sta bila prepoznana kot nekaj neprecenljivega, saj sta neverjetno povezana z rusko zgodovino od 13. stoletja dalje in sta tako bila leta 1990 dodana na seznam UNESCOve svetovne dediščine
- Rdeči trg se je imenoval tudi Пожар, saj je bilo potrebno požgati nekaj stavb, da so lahko naredili trg ali pa se je tako imenoval, ker so velikokrat zgorele lesene tržnice, ki so bile na trgu.
- Več drugih starodavnih ruskih mestih, kot so Suzdal, Jelec v Pereslavlu-Zaleškem, ima svoj glavni trg imenovan Redeči trg (Кра́сная пло́щадь).
- Rdeči trg sta naslikala tudi Vasilij Ivanovič Surikov (Утро стрелецкой казни - Jutro strelske kazni) in Konstantin Fedorovič Juon (ena iz med njegovih slik Rdečega trga je Первомайская демонстрация на Красной площади в 1929 году - Prvomajska demonstracija na Rdečem trgu leta 1929) ter drugi.
- V  veleblagovnici GUM lahko najdemo tudi historično stranišče.
- Cerkev Vasilija Blaženega je postala pravi sinonim za Rusijo in je tudi vpisana na seznam Unescove svetovne dediščine. Uradno ime cerkve Собо́р Покрова́ Пресвято́й Богоро́дицы, что на Рву.
- Državni zgodovinski muzej (rusko: Государственный исторический музей, Gosudarstvenny istoricheskiy muzyey) Rusije je muzej ruske zgodovine. Njegove razstave segajo od relikvij prazgodovinskih plemen, ki so živela na ozemlju današnje Rusije, do neprecenljivih umetnin, ki so jih pridobili člani rodbine Romanov.
- Kazansko cerkev ter Iversko kapelo so v času Sovjetske zveze porušili, saj naj bi ovirali večja vojaška vozila, da bi zapeljala na Rdeči trg. Na ta način so bile onemogočene tudi vojaške parade na Rdečem trgu, ki so kazale moč komunistov. Na koncu prejšnjega tisočletja so ju ponovno zgradili po starih načrtih.
- Nemec Mathias Rust je storil nekaj nezaslišanega. 28. maja leta 1987 je s športnim letalom pristal na Rdečem trgu. V tistem času je takšna poteza veljala za zelo izzivalno in je nakazovala željo po spremembah.
- Na Rdečem trgu se vsako leto odvija prav posebno tekmovanje, saj se na z ledom pokritem trgu otroci pomerijo na turnirju imenovanem Турнир по хоккею с мячом на призы Святейшего Патриарха Московского и всея Руси. Хоккей с мячом oz. русский хоккей oz. бенди (bandy po angleško) je zelo podoben navadnemu hokeju na ledu, le da se бенди igra na ledeni površini veliki kot nogometno igrišče. Хоккей с мячом na Rdečem trgu pa se igra na ledeni ploskvi, ki je velika samo toliko kot navadno hokejsko igrišče in je zato bolj podoben rink bandyju.